# Marlies Oester
Marlies Oester (Frutigen, 22 agosto 1976) è un'ex sciatrice alpina svizzera competitiva soprattutto nello slalom speciale e nella combinata.

## Biografia

### Stagioni 1994-2000
Originaria di Adelboden, la Oester debuttò in campo internazionale ai Mondiali juniores di Lake Placid 1994 e ottenne il suo primo piazzamento in Coppa del Mondo il 18 dicembre 1994 nello slalom speciale di Sestriere, che chiuse al 23º posto. Pochi mesi dopo vinse la medaglia d'oro sia nello slalom speciale sia nella combinata dei Mondiali juniores di Voss 1995.
Il 26 gennaio 1996 ottenne il suo primo podio in Coppa del Mondo, il 2º posto nello slalom speciale disputato a Sestriere; nello stesso anno partecipò anche per la prima volta ai Campionati mondiali, gareggiando nella rassegna iridata della Sierra Nevada in slalom speciale senza completare la seconda manche. Nella stagione successiva ai Mondiali di Sestriere 1997 si classificò 31ª nella discesa libera, 5ª nella combinata e non completò lo slalom speciale.

### Stagioni 2001-2006
14ª nello slalom speciale ai Mondiali di Sankt Anton am Arlberg 2001, il 20 gennaio 2002 la Oester conquistò la sua unica vittoria, nonché ultimo podio, in Coppa del Mondo, nello slalom speciale di Berchtesgaden; nello stesso anno inoltre prese parte ai XIX Giochi olimpici invernali di Salt Lake City 2002, sua unica presenza olimpica, giungendo 4ª nella prova di combinata e non completando quella di slalom speciale.
Ai Mondiali di Sankt Moritz 2003 vinse la medaglia di bronzo nella combinata e si piazzò 14ª sia nello slalom gigante sia nello slalom speciale; ai successivi Mondiali di Bormio/Santa Caterina Valfurva 2005, suo congedo iridato, fu 18ª nello slalom gigante, 14ª nella combinata e non concluse lo slalom speciale. Si ritirò durante la stagione 2005-2006; la sua ultima gara di Coppa del Mondo fu lo slalom gigante di Sölden del 22 ottobre, che chiuse al 16º posto, e la sua ultima gara in carriera lo slalom speciale di Nor-Am Cup disputato a Winter Park il 30 novembre, che non completò.

## Palmarès

### Mondiali
- 1 medaglia:
  - 1 bronzo (combinata a Sankt Mortiz 2003)

### Mondiali juniores
- 2 medaglie:
  - 2 ori (slalom speciale, combinata a Voss 1995)

### Coppa del Mondo
- Miglior piazzamento in classifica generale: 32ª nel 2002
- 2 podi (entrambi in slalom speciale):
  - 1 vittoria
  - 1 secondo posto

#### Coppa del Mondo - vittorie
| Data            | Località      | Paese    | Specialità |
| --------------- | ------------- | -------- | ---------- |
| 20 gennaio 2002 | Berchtesgaden | Germania | SL         |

Legenda:

SL = slalom speciale

### Coppa Europa
- Miglior piazzamento in classifica generale: 24ª nel 2001
- 2 podi:
  - 1 secondo posto
  - 1 terzo posto

### Nor-Am Cup
- Miglior piazzamento in classifica generale: 66ª nel 1999
- 1 podio:
  - 1 secondo posto

### Campionati svizzeri
- 7 medaglie (dati parziali fino alla stagione 1994-1995)[1]:
  - 4 ori (combinata[senza fonte] nel 1994; combinata[senza fonte] nel 1999; slalom speciale nel 2002; slalom speciale nel 2005)
  - 1 argento (slalom speciale nel 1999)
  - 2 bronzi (slalom speciale nel 2000; slalom speciale nel 2003)